# Anastatus yasumatsui
Anastatus yasumatsui är en stekelart som beskrevs av Shafee 1973. Anastatus yasumatsui ingår i släktet Anastatus och familjen hoppglanssteklar. Inga underarter finns listade i Catalogue of Life.